# Trogir
Trogir (németül és innen átvéve magyarul Trau, latinul Traqurium) város és község (járás) Horvátországban. A városközpont „Trogir történelmi városközpontja” néven az UNESCO kulturális világörökség-jegyzékében szerepel.

## A község (járás) települései
Arbanija, Divulje, Drvenik Mali (Ploča), Drvenik Veliki, Mastrinka, Plano, Trogir és Žedno.

## Fekvése
Splittől 27 km-re, az Adriai-tenger partján, a Kaštelai-öböl végénél fekszik, és kikötője van. A város tulajdonképpen egy aprócska szigeten fekszik Čiovo szigete és a szárazföld között. Környékén számos festői tengeröböl található, különösen a Seget- és a Saldun-öböl nagyon szép.

## Története
Először az illírek alapítottak itt települést, ők voltak az őslakosok amikor első gyarmatosítóként a Siracusai görögök hódították meg a környéket és i. e. 390-ben Vis (Lissa) szigetén megalapították Issát és az i. e. 3. században Traguriont. E görög településeket görög geográfusok is megemlítik. Pompeius elleni győzelme után Caesar megszüntette a települések függetlenségét és a terület a Római Birodalom része lett. Ifj. Plinius római történész az 1. században Traguriumot mint római várost és fontos kikötőt említi. A Római Birodalom kettészakadása után a város Dalmáciával együtt a Bizánci Birodalom része lett.
A bizánciakat hamarosan elsöpörte a népvándorlás vihara, majd a 7. században avarok és szlávok érkeztek erre a vidékre és az új hódítók a korábbi romanizált őslakókkal keveredtek. 814 körül Nagy Károly hódította meg a várost. A 10. században Trau a megalakuló horvát állam része lett és a horvát királyoktól kiváltságokat kapott.
A horvát királyi ház kihalásával a terület a Magyar Királyság része lett és 1105-ben a város megnyitotta kapuit Kálmán mint dalmát király serege előtt. 1108-ban a király a várost kiváltságokban részesítette. 1116-ban Velence foglalta el, de még ez évben visszatért a magyar uralom alá. 1124-ben II. István ismét elfoglalta, de 1125-ben ismét Velencéé lett. 1137-ben II. Béla serege foglalta el. 1164-ben Bizánc békekötéssel szerezte meg, de 1167-ben behódolt III. Istvánnak. 1170-ben ismét bizánci sereg foglalta el, de 1180-ban III. Béla visszafoglalta. A tatárjárás során 1242-ben ide menekült IV. Béla az üldöző tatárok elől. 1322-ben a velenceieké lett, de 1356-ban Nagy Lajosnak meghódolt. 1420 júniusában a velencei sereg véres csatában foglalta el a várost, ezzel addigi kiváltságait elveszítette. A velencei uralom a 18. század végéig tartott. A város vezetői ez időszakban folyamatos harcot vívtak a kormányzók és nemesek önkényeskedései ellen. A török hódítók elleni szüntelen harc a 17. századra tönkretette a város gazdaságát.
A Velencei Köztársaság megszűnésével a város Napóleon császár Illír tartományának része lett, a francia uralom 1814-ig tartott. A város ezután a Habsburg Birodalom részévé vált. 1867-ben Strossmayer püspök támogatásával horvát nemzeti könyvtárat alapítottak és a város a horvát kultúra egyik központja lett. 1918-ban a Monarchia összeomlásával a Szerb–Horvát–Szlovén Királyság, majd Jugoszlávia része lett. 1941 áprilisában olasz csapatok szállták meg Traut, és a város Olaszország része lett, de 1944-ben felszabadult, visszakerült Jugoszláviához, és 1990-ben egy népszavazás után a független Horvátország része lett.

## Gazdaság
- A turizmus a legfontosabb gazdasági szektor a Trogiri-régióban, fedezve az önkormányzati költségvetések felét. Trogir az egyik leggyorsabban fejlődő kikötőváros Horvátországban, köszönhetően a hajóbérlés egyre nagyobb népszerűségének. A várost körülvevő területeken jelentősek a mezőgazdasági munkálatok, továbbá a halászat sem tölt be elhanyagolható szerepet a környék gazdasági infrastruktúrájában.
- A városban működik a Trogir nevű hajógyár, amelyet a 20. század elején építettek. A hajógyár 2 hajót tud egyszerre befogadni, összesen 55 000 tonna vízkiszorítással. 1990 és 2004 között 93 hajó készült el a gyárban.
- Ezen kívül számos televíziós produkciónak is helyt adott a város, többek között a Doctor Who-nak 2010-ben, a BBC minisorozatának a Jonathan Strange & Mr Norrell-nek 2015-ben és a Trónok harcának amelyben a település Qarth városát jelenítette meg.

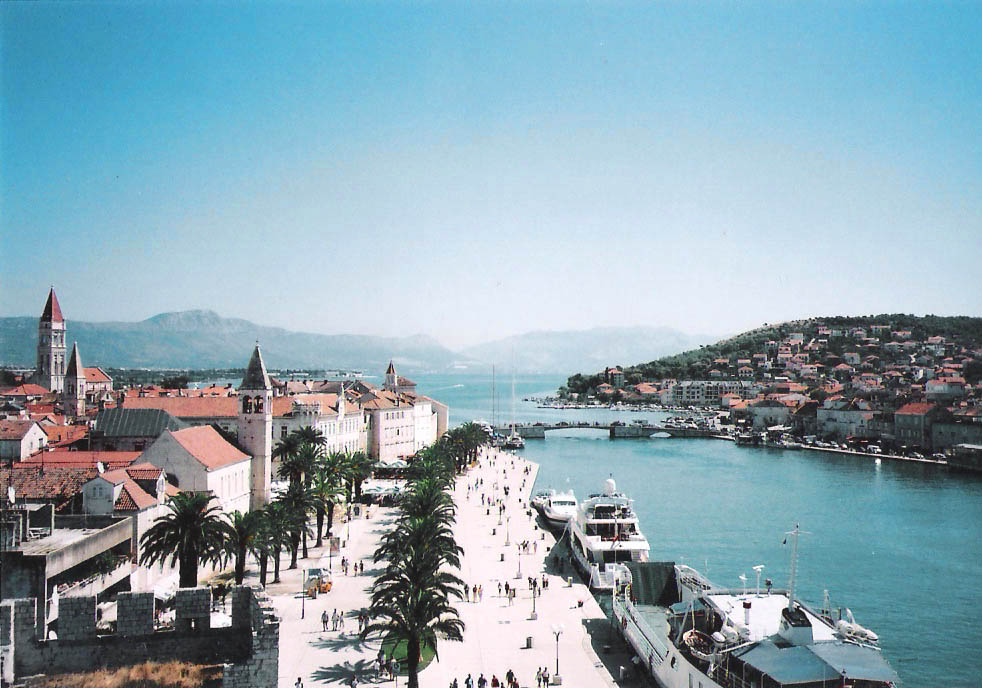
Trau (balra) és a Čiovo sziget (jobbra)

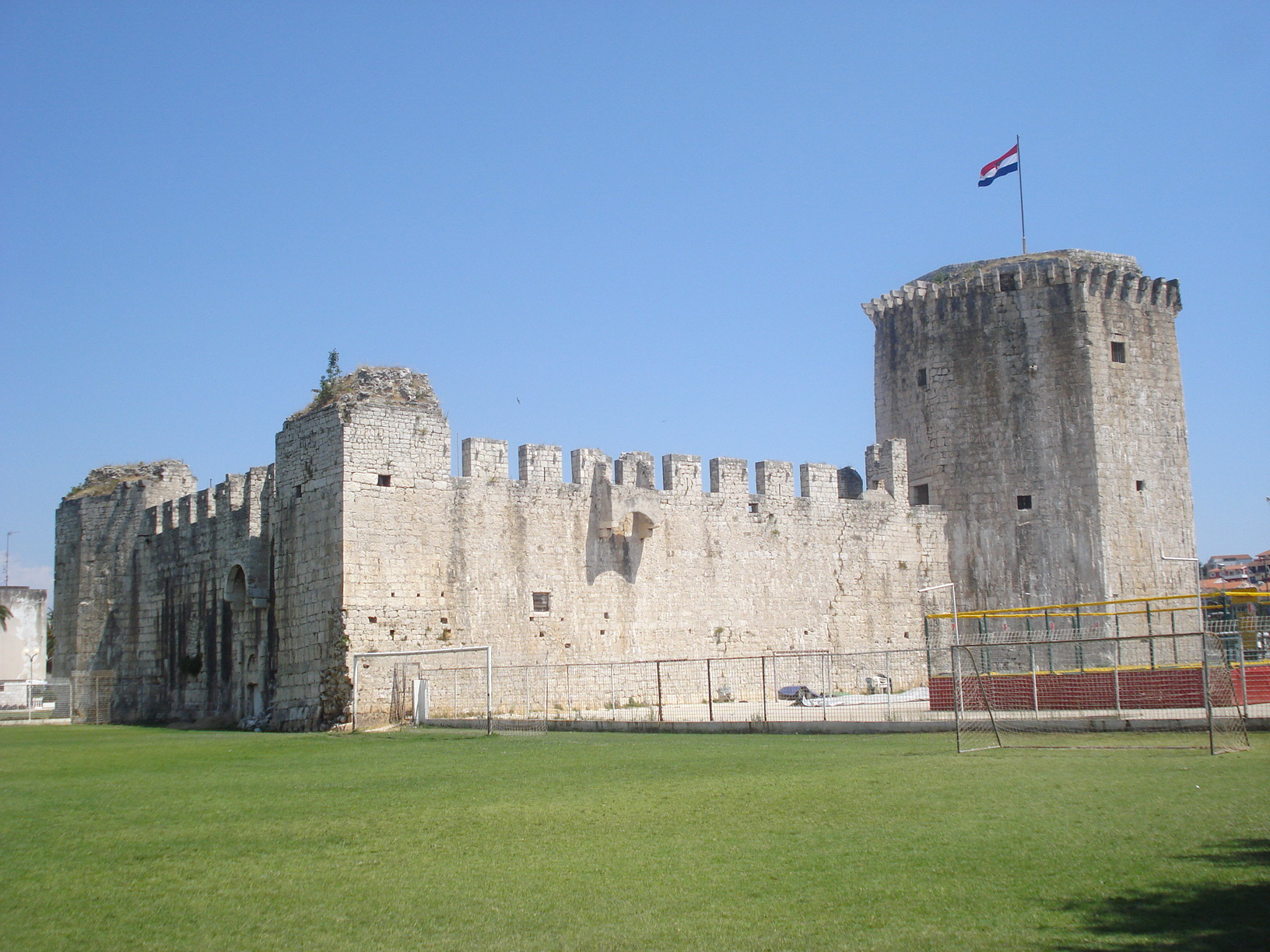
A Kamerlengo-erőd

## Nevezetességei
- Az óváros a 13. és 15. század között épített városfalakon belül alakult ki. Védelmi rendszerének fő részei a Kamerlengo-erőd és a Szent Márk torony.[2] A Kamerlengo-erőd a sziget délnyugati részén áll, mai formáját a 15. században nyerte el. Délebbre áll a Szent Márk torony, szintén 15. századi építmény. A két építmény között a francia megszállás alatt épített klasszicista stílusú gloriett[3] áll.
- A Kamerlengo-erőd a város délnyugati részén épült abból a célból, hogy megakadályozza a tengeri csatorna felől a kikötőbe való bejutást. Az erőd trapéz alaprajzú, a tenger felé néző monumentális sokszögű toronnyal és a többi sarkain épített kisebb tornyokkal. Az erőd körül támfallal rendelkező sánc volt, a város felé pedig északi és keleti oldalon széles vizesárok védte. A kastély északi oldalán található a vár lunettás főkapuja a felvonóhíddal. A belső udvarban állt a Szent Márk-kápolna, valamint lakóépületek voltak a várnagy és a legénység számára. Az erőd 1420 után épült, amikor Trogir is a Velencei Köztársaság része lett.[4]
- A város főterén áll a Split-Makarskai főegyházmegye egyik korábbi székesegyháza, a Szent Lőrinc-székesegyház,[5] mely a 13. és 15. század között épült román-gótikus stílusban. Főkapuja Dalmácia legértékesebb épületszobrászati alkotása 1240-ben készült, Radovan mester műve. Keresztelőkápolnája 1464-ben készült, Andrea Alesi alkotása. A nyolcszög alakú szószék a 13.  századból való. A gótikus kórus 14. századi, freskóit itáliai mesterek festették. A gótikus Szent Jeromos-kápolna 1438-ban épült, a Boldog Ivan Ursini kápolna 15. századi, a legszebb reneszánsz építmény Dalmáciában.
- A székesegyház előtti téren áll a városi loggia,[6] mely a város főterének délnyugati sarkán épült a 13. században. A három emelet magas fa tetőt oszlopok támasztják alá, északi és nyugati végén korinthoszi oszlopfőkkel, déli és keleti végén kőkonzolokkal. Az oszlopok között kőkorlát található. A keleti falon egy kőből faragott dombormű látható, amely a velencei oroszlánt és a város védőszentjeit, Szent Lőrincet, boldog trogiri Ivánt, Nikola Firentinac műhelyének alkotása 1471-ből. Az oroszlánt ábrázoló központi mezőt 1932-ben eltávolították. A dombormű lábánál egy kőasztal található a bírák számára. A déli falon látható dombormű Beriszló horvát bánt ábrázolja lóháton, Ivan Meštrović munkája. A loggiát 1892-ben újították fel.
- A Szent Sebestyén-templomot 1476-ban építették reneszánsz stílusban a fő főtér déli oldalán Trogir polgárainak fogadalmi templomaként, hálából a pestistől történt megmenekülés emlékére. A templom Nikola Firentinac alkotása. Az északi homlokzat a tér felé, míg a félköríves apszis dél felé néz. A főportál sekélyen profilozott kerete felett egy Szent Sebestyén szobor található. A homlokzat fölött egy kétszintes, kupolás kivitelű óratorony emelkedik. A templom déli falán egy falazott lépcső található, amely a városi loggiából az óratoronyba vezet.[7]
- A kora középkori Szent Borbála-templom a legrégebbi templom a városban. A 9. századi, kőlapokkal borított épület négyzet alakú apszisa kelet felé néz. A nyugati homlokzatot sekély lizénák tagolják. A lunettás fő portál egy ősi szarkofág részeiből készült, amelyekbe az ókeresztények kereszteket faragtak, míg az áthidalót fonott motívumok díszítik. A fonat alatt egy felirat áll, amely szerint a templomot Maius prior és unokatestvére 1000 körül építették. A templomot eredetileg Szent Mártonnak szentelték, de később miután a régi Szent Borbála-templomot lebontották Szent Borbála lett a titulusa.[8]
- A fő főtér keleti oldalán található a városháza (Općinska palača) 15. századi épülete, amelyet a gótikus hercegi palota helyén emeltek. A kétszintes kőépületet 1890-ben J. Slade és A. Bezić tervei alapján renoválták fakszimile kőplasztikák beépítésével. A gazdagon profilozott kerettel rendelkező főportált boltíves ablakok és oldalsó bejáratok veszik körül. A kandeláberrel díszített ablakpárkányokat Nikola Firentinac műhelyének tulajdonítják. Az első emeleten az íves ablakok Tripun Bokanić alkotásaihoz tartoznak. A 17. és a 18. század fordulóján az épület aulájában színházat alakítottak ki. Az előcsarnok és az udvar falaiba a 19. század végi felújítás során számos kő címert építettek be, az udvaron pedig a trogiri heraldika alkotásaiból egyfajta lapidáriumot hoztak létre.[9]
- A történelmi városközpont keleti részén, a tengerparton áll a Keresztelő Szent János-templom. A román stílusú templom a 12. század végén és a 13. század elején épült egy bencés apátság korai keresztény épületének a helyén. Egyhajós hosszúkás épület, négyszög alakú apszissal, amelyet a szentély északi oldalán helyeztek el. A templom szabályos kőtömbökből épült, nyeregtetővel borítva. A profilozott kőkerettel, nyolcszögletű oszlopokkal és lunettával ellátott főkapuzat központjában Isten Bárányának szobra látható. A déli homlokzaton a Cipiko család címere és egy bencés alak látható. A tető rekonstrukcióját a 20. század 30-as éveiben végezték. A templomban a 13. századból való középkori freskók és a Ciripko család sírjai találhatók.[10]
- A trogiri kisloggia a déli városkaputól keletre, a város falain kívül található. A 16. század első felében épült téglalap alaprajzzal, faragott kövekből, három emelet magasságú tetővel borítva. A nyugati és déli oldalon szabályos ritmusban nyolc darab nyolcszögletű féloszlopot helyeztek el. Az oszlopok profilozott, négyzet alakú talppal rendelkeznek, kőgerendákat és fatetőt hordoznak. A loggiába a déli és a nyugati oldalon kialakított bejáratokon keresztül lehet bejutni. Régen utazók befogadására szolgált, újabban pedig halpiacként működik.[11]
- Szent Miklós erőd.
- Déli, a kikötő felőli városkapu (Porta Civitatis).
- A Szent Miklós-templomot és kolostort 1064-ben alapították. Később román-gótikus házakkal, a román stílusú Szent Miklós toronnyal és a gótikus Vitturi-toronnyal bővítették. A mai templom a 15. századból származik, padozata alatt pedig a kora középkori Szent Dujam-templom maradványai rejtőznek. A templom egyhajós, téglalap alaprajzú és téglalap alakú apszissal. A sekrestye felett a harangtornyot Tripun Bokanić műhelyének tulajdonítják, amely a 16. század végén és a 17. század elején működött Trogirban. A főhomlokzat közepén reneszánsz ablak, alatta pedig Nikola Firentinac domborműve látható. A templom belsejét a 18. században díszítették, a stukkók Giuseppe Montiventi, abarokk márvány oltárok Nicola Grassi alkotásai. A földszinten található a kolostor gyűjteménye, amelyben többek között Kairosz márvány domborművét, Achilleusz domborművét, valamint a 13. és 15. század között készített művészeti alkotásokat tekinthetünk meg.[12]
- A Szent Domonkos-templomot és kolostor a városmag déli oldalán, a tengerparton található. A négyszög alaprajzú apszissal díszített csarnoktemplom a 14. században épült, majd nyugati irányban bővítették. A homlokzaton találjuk a lunettás portált, melynek domborművét Nikola Dente mester alkotta. Belül egy fából készült nyitott tetőzetet találunk gazdagon faragott konzolokkal. A templom belsejét trogiri Blaž Jurjev, Nikola Firentinac, ifjabb Jacop Palma és mások művei díszítik. A ciszternát és a kerengőt keresztboltozatos csarnokok veszik körül. Az emeleten szinte az egész nyugati oldalt elfoglalja a refektórium. Az északi szárnyat az 1944-es bombatámadás során elpusztították, és már soha nem építették újra.[13]
- Trogir történelmi központjában található a Nikola Firentinac által építtetett Szent Péter-templom. Hosszú, négyszögletes épület, harangtoronnyal és a szentély hátulján épített sekrestyével. A főhomlokzaton lunettával díszített barokk portál található, amelyen Szent Péter mellszobra látható, mely Nikola Firentinac munkája. A belső teret a 17. században barokkizálták. Ekkor építették a két oldalsó márványoltárt melyeket az Istenanya és Loyolai Szent Ignác tiszteletére szenteltek. A fa főoltárból Szent Péter és Pál a 17. századi szobrai maradtak fenn. Ekkor készült a gazdagon díszített famennyezet is. A 17. század második feléből származik a budvai Marković család címerével díszített fa orgonaszekrény. A templomtól délre található udvarban domborműves díszítésű kút található, amely az egykori kolostorhoz tartozott.[14]
- Az 1618-ban épült Kármelhegyi Miasszonyunk-templom a Pasika városnegyed területén található. A templom egy régebbi templom helyén, téglalap alakú alaprajzzal, négyzet alakú apszissal, faragott kövekből épült. A főhomlokzat kelet felé néz, itt található a profilozott kőkerettel ellátott kapuzat. A homlokzat közepén nyolcágú rozetta található, a tetejét íves oromzat zárja le. A homlokzat jobb oldala felett emelkedik a zömök, felül biforámás, piramis alakú toronysisakkal fedett harangtorony. Az északi homlokzaton nyílik a hajó oldalbejárata és a sekrestye bejárata. A templom belsejében értékes oltárok találhatók: a főoltáron a Kármelhegyi Miasszonyunkat ábrázoló festmény látható, amelyet Konstantin Zana készített 1658-ban. Délen a Szűzanya és gyermeke fából készült, aranyozott oltára áll a 16. századból, északon pedig Paulai Szent Ferenc oltára a 17. századból.[15]
- A Trogir történelmi központjában található Nagy Cipiko-palota egy román stílusú épületekből álló épületegyüttes, amelyet valószínűleg 1457 körül újjáépítettek. A palotát ezután többször is átépítették, és ma egy kétszintes, magas tetőterű háznak tűnik, amelyet kiváló mesterek építettek megfelelően faragott kőtömbökből. 1474 után Nikola Firentinac reneszánsz udvart épített hozzá galériákkal, majd az 1600 körüli későreneszánsz átépítések a Bokanić műhely tevékenységéhez kapcsolódnak. A keleti főbejárat homlokzatán Ivan Duknović reneszánsz portálja található. A déli homlokzat portálja Nikola Firentinac munkája.[16]
- A Kis Cipiko-palota ugyancsak Trogir történelmi központjában található, számos román stílusú ház hozzácsatolásával jött létre a 15. században. Fennmaradt az udvar és a főhomlokzat két késő gótikus triforámája. Az udvart a reneszánsz korban újították fel sekély domborművekkel díszített kő mellvédű konzolokon lévő galériákkal. A bejárati lépcső felett található a főkapuzat, mely Nikola Firentinac alkotása. Mellette egy koszorús humanista, valószínűleg Nagy Coriolanus portréja látható. A palotán később számos kisebb átalakítások történtek, végül az 1970-es években újjáépítették.[17]
- Garagnin-Fanfogna palota. A palota parkját a 18. század végén alakították ki. A horvát klasszicista parképítészet egyik legjelentősebb alkotása. Az istálló klasszicista épületét Gianantoni Selva tervének egyik változata alapján építették. Garagnin régészeti gyűjteményéből 23 római sztélétöredéket építettek a keleti kerítésfalba. A parkban található még egy szarkofág, egy tógás római szobor törzse, egy mérföldkő és egy Statilia Maxima feliratos kő a 2. század közepétől.[18]
- Az Andreis-palota a Szent Péter-templomtól délnyugatra áll. A román-gótikus épület a 13. vagy 14. században épült. Földszintje és két emelete van. Eredeti formájában megmaradt a keleti homlokzat a gótikus  első és a második emeleti boltozatos monoforákkal, amelyeket magas, profilozott párkányokkal választottak el. A földszinten, a déli végén található a főbejárat a lunettával és az Andreis család címerével, mely egy függőleges csíkokkal ellátott pajzs. A nyugati homlokzat román stílusú. Megmaradtak az első és a második emelet halljában található gazdag díszítésű kandallók maradványai.[19]
- Katedrális Múzeum. Gazdag egyházművészeti gyűjteménnyel rendelkezik. Egy 14. századból származó feszület, valamint Paolo Veneziano alkotásai a múzeum legjelentősebb műtárgyai közé tartoznak.
- A Bijaći-Stombrate nevű hely a Szent Márta templommal a Trpmirović horvát fejedelmi család birtoka volt. A koraromán stílusú, háromhajós, téglalap alaprajzú épület, egy késő ókori épület alapjain épült. A templom keleti-nyugati irányban fekszik, keleten négyszögletes apszissal, a nyugati homlokzat előtti harangtoronnyal. Az épület bőséges habarcsba ágyazott faragott kőből épült. A koraromán stílusú Szent Márta templom maradványaitól kissé délre 1908 márciusában új, egyhajós Szent Márta templom épült téglalap alakú alaprajzzal és egy kisebb téglalap alakú apszissal.[20]
- Ciovo szigetének északi oldalán található az őskori Kobjak vár maradványa. A vár konzervált száraz kőből rakott gyűrű alakú sáncából mára csak egy nagyobb kődűne maradt. Az erőd vizuális kapcsolatban állt a környék más őskori településeivel, például a Sutiliai erőddel és Veli Bijać-csal. A Kastela-öböl és a Trogiri-csatorna vizeit ellenőrizte. Területe már a bronzkorban lakott volt, a középkorban valószínűleg a szarvasmarha-tenyésztők használták karámként. A hegytől nyugatra van egy tumulus, amely a Kobjakot lakó törzsi közösség egyik vezetőjének nyughelye lehet.[21]
- A Ciovo szigetén álló Szent Antal ferences kolostort Nikola Trogiranin alapította a 15. század elején. A török veszély miatt 1500-ban az Irgalmas Szűzanya csodálatos képét a Marina melletti Drid templomába menekítették. A kolostor északi oldalán egy egyhajós templom található, amelyet Nagyboldogasszony tiszteletére szenteltek. A szentély és a sekrestye egy tágas barlang fölé épült. A kolostor teraszos, kelet-nyugati irányban hosszúkás alaprajzú. A földszinti rész közepén egy tágas folyosó található, amelyet északon a templom, a déli oldalon pedig refektórium és a kocsma határol. Keleten egy tágas kert található sétánnyal. Az első emeleti dormitorium mellett kolostorszobák sora található.[22]
- A szárazföld partvonala mentén és a Ciovo-szigeten szuper aprókavicsos strandok találhatóak (az óvárosban és annak közelében nincs strand)
- A Gradska utcai román stílusú ház a város hasonló stílusú házainak legszebb példája. A ház egy keskeny, téglalap alaprajzú, többszintes épület. A földszint nyugati homlokzatát egy üzlet boltíves bejárata tagolja. A nyugati homlokzat első emeletén egy boltíves biforámát látunk, amely a belső tér reprezentatív jellegére utal. A lakótér a második emeleten boltíves ablaknyílásokkal folytatódik, míg a konyha a tetőtérben volt. Az épület keleti homlokzatán az ajtó felett egy csillaggal ellátott pajzs alakú, gótikus címer látható. A régészeti feltárások során a román stílusú ház alapjaiban megalittömbökből épült hellenisztikus torony maradványait találták meg.[23]
- A Pantan nevű helyen lévő malmot a 16. században építették. A malomkomplexum téglalap alakú alaprajzú, amelynek középvonalában kétszintes torony található. Az épület fő homlokzata déli irányú. Az udvar falát 1791-ben építették, ma az udvart fatető és egy középső üvegréssel ellátott ereszcsatorna fedi, amely tetőablakként szolgál. A torony déli oldalára 1778-ban a hajók kikötésére szolgáló mólót építettek. A déli homlokzat tornyának ajtaja fölött egy velencei oroszlánt ábrázoló kő dombormű és címeres felirat található. A malmot mai formájában 1585-ben Francesco Musto építette.[24]
- A gótikus Stafileo-ház egy a 15. században épült kétszintes kőépület Trogir történelmi központjának északnyugati részén. A reprezentatív homlokzat dél felé néz. Az emeleteket profilozott koszorúkkal és gótikus ablakokkal választották el. Az északi homlokzaton egy kőből készült lépcső található, amelyet kőkorlát határol. Az első emeleten egy gótikus ablak, a másodikon pedig egy biforáma látható, a család címerével, a pajzs alakban szőlőfürt ábrázolásával. A főépület téglalap alakú alaprajzú és a főépület felé keresztirányban orientált bővítését jelentős stilisztikai jellemzők nélkül a 18. században építetté. A belső térben, a második emeleten, gazdag gótikus díszítésű kőoszlop maradt fenn.[25]
- Pasika előváros területén található a Mindenszentek temploma, egy négyszögletes alaprajzú épület, nyugaton négyzet alakú apszissal. A fő portált profilozott kőkeret, arhitráv és párkány keretezi. A portál oldalán két téglalap alakú ablak található. A koszorú felett egy latin feliratos, az 1588-as évszámmal ellátott beépített kőtábla található, amelyen három címer látható. Közülük a középső Antonio Guido püspöké. A homlokzat közepén egy rozetta, az oromzat feletti oromfalon harangdúc található. A homlokzat északi része fölött egy kisebb harangdúc is található. Az északi homlokzat mentén kívülről kőlépcsők vezetnek a kórusra.[26]
- Pasika nyugati részén található a Szent Mihály-harangláb, mely a 16. század végén épült a megsemmisült Szent Mihály-templom mellé, amely a bencés apácakolostorhoz tartozott. A torony négyszögletes faragott kövekből épült, északi oldalán a bejárattal. A földszint minden homlokzatán egy kis négyzet alakú ablak az első emeleten pedig egy kicsit nagyobb ablak látható. A harangtorony második emelete gazdag profilozású, kiemelkedő koszorúval zárul. A harmadik emeletet biforámák tagolják, melyeket pilaszterek választanak el egymástól. A zárókövek helyére szoborszerűen formált, különféle formájú fejeket helyeztek el. A torony tetejét piramis alakú toronysisak zárja le.[27]

## Oktatás

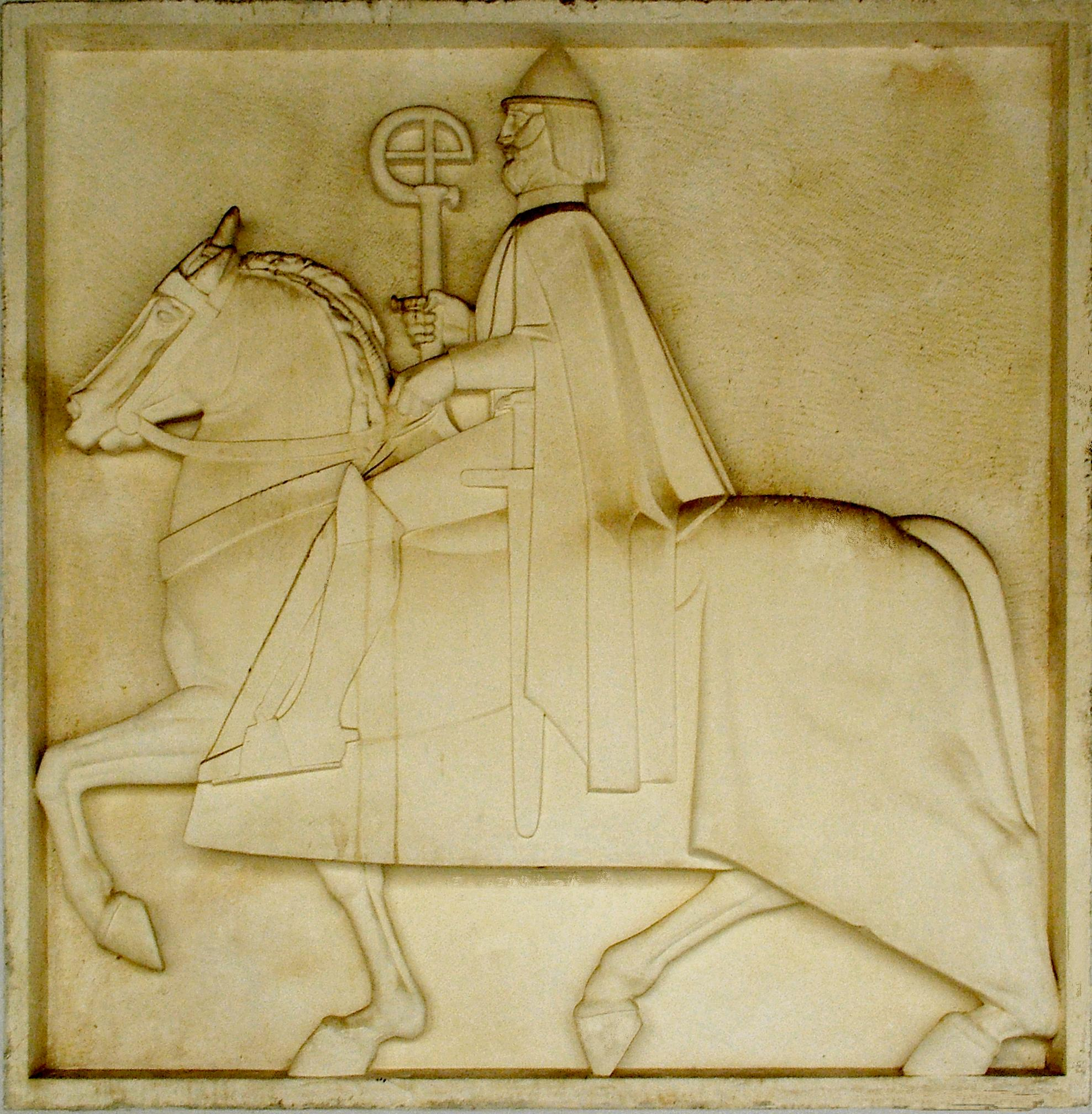
Ivan Meštrović (1938): Beriszló Péter, püspök és horvát bán

A városban két általános és két középiskola található:
Általános iskolák: Majstor Radovan és Petar Berislavić általános iskola
Középiskolák: Ivan Lucić és Blaž Jurjev Trogiranin középiskolák

## A város szülöttei
- Casotto Ágoston (Blaženi Augustin Kažotić) dominikánus szerzetes, zágrábi püspök
- Beriszló Péter (Petar Berislavić) horvát bán
- Vinko Coce tenor
- Blaž Jurjev Trogiranin festő
- Matej Andreis költő
- Ivan Lucius Lučić történész

## Trogir Csontváry művészetében

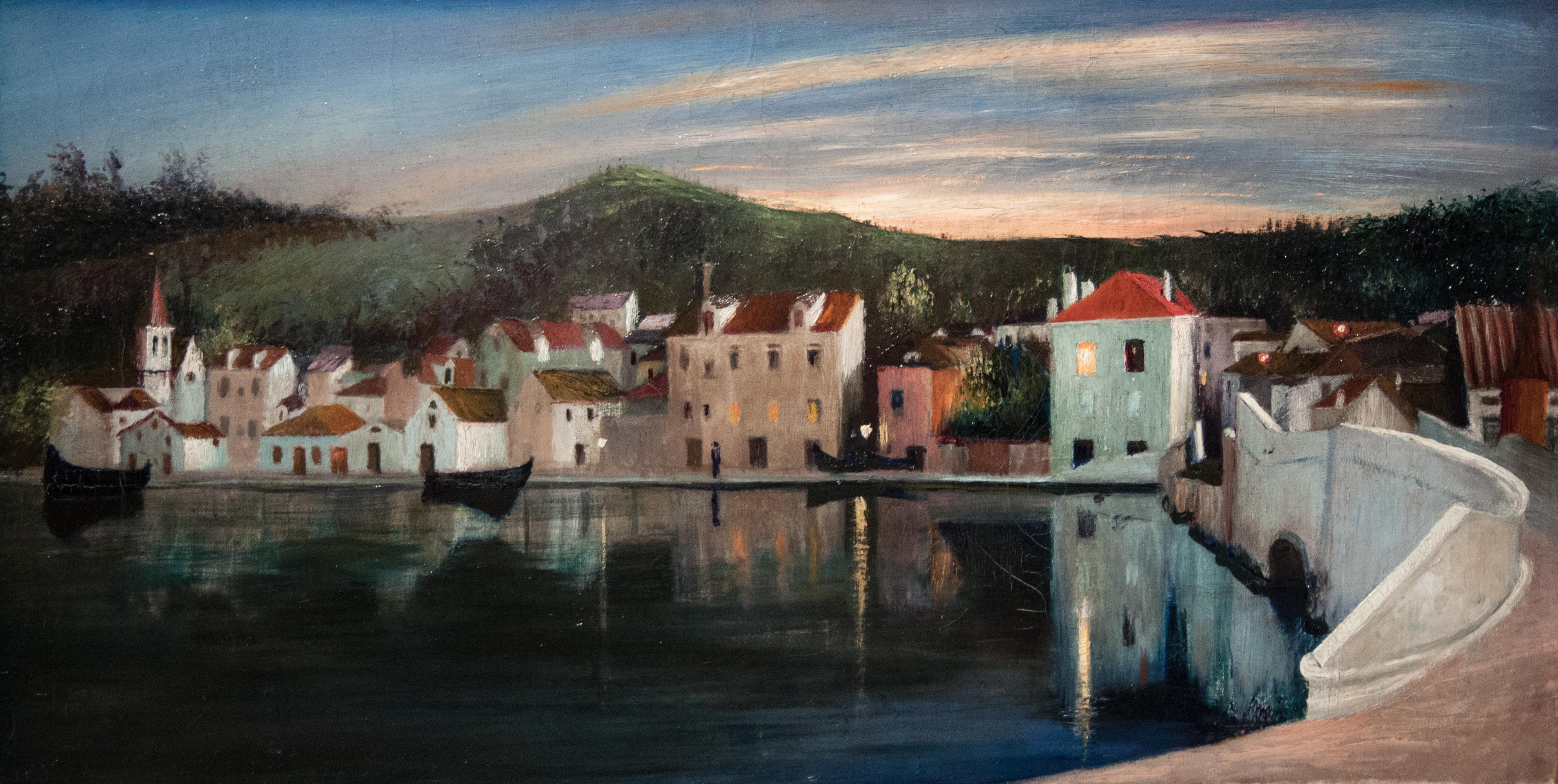
Csontváry: Traui látkép naplemente idején

Csontváry Kosztka Tivadar 1899-ben egy öt darabból álló festménysorozatot készített az akkori Trauban a nap járásának fényviszonyait tanulmányozó „napút-programja” keretében. A ciklus egyik darabja 2012-ben bukkant fel magángyűjteményből.

## Sport
- HNK Trogir, labdarúgóklub
- NK Croatia Trogir, labdarúgóklub
- ŽRK Trogir, női labdarúgóklub
- KK Trogir, kosárlabdaklub